# Amphimas
Amphimas là một chi thực vật có hoa thuộc họ Fabaceae. Nó thuộc phân họ Faboideae.

## Danh sách loài
- Amphimas ferrugineus
- Amphimas klaineanus
- Amphimas pterocarpoides
- Amphimas tessmannii